# Dafydd Williams

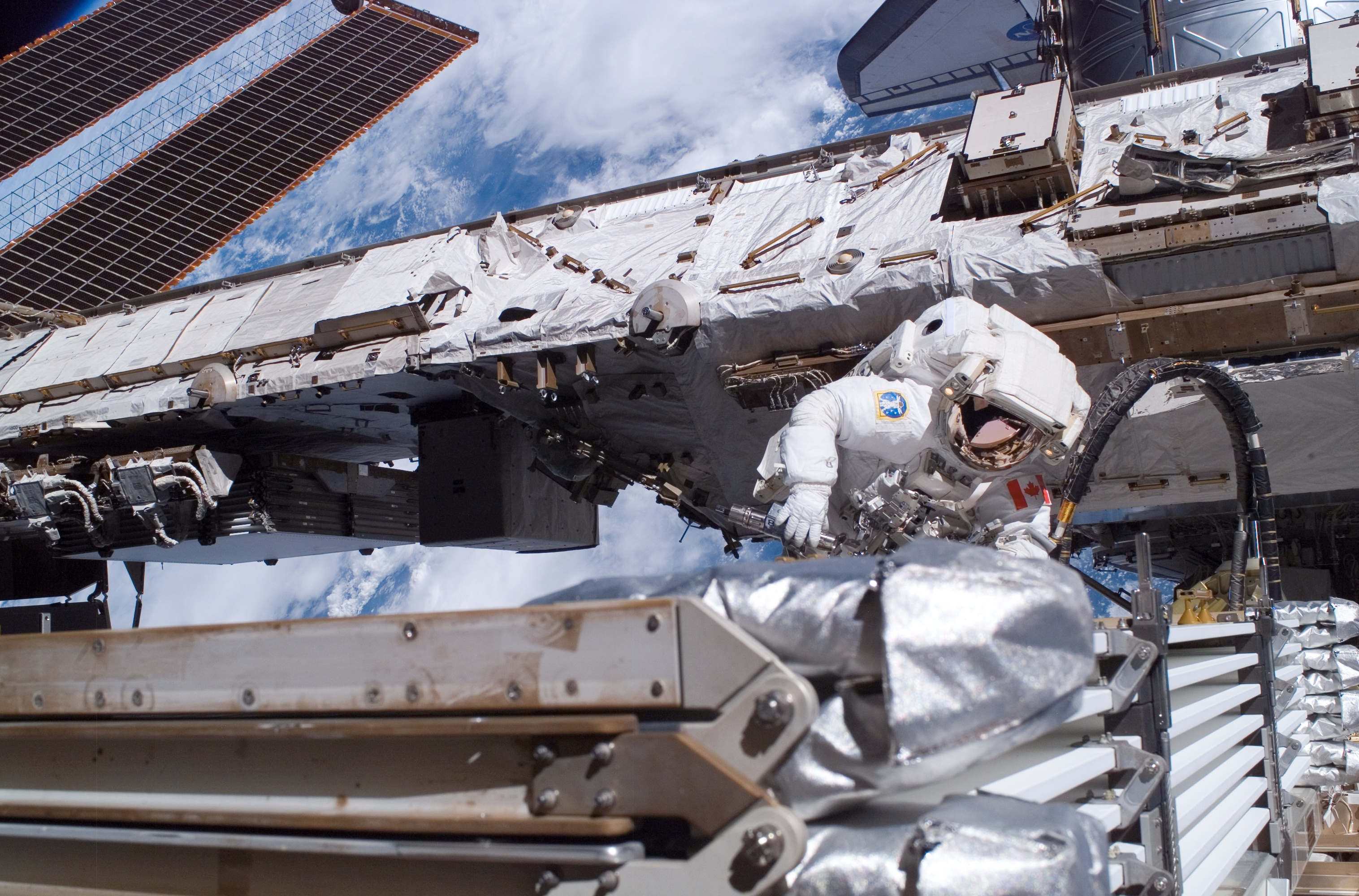
Misja STS-118 – Dafydd Williams podczas prac w otwartej przestrzeni kosmicznej

Dafydd Rhys Williams OC (ur. 16 maja 1954 w Saskatoon) – kanadyjski astronauta, doktor nauk medycznych.

## Wykształcenie i praca zawodowa
- 1977 – został absolwentem Uniwersytetu McGilla (McGill University) w Montrealu, uzyskując licencjat z biologii.
- 1983 – na tym samym uniwersytecie otrzymał tytuł magistra fizjologii oraz lekarza.
- 1985 – zakończył staż jako lekarz rodzinny na Wydziale Medycyny Uniwersytetu Ottawy (University of Ottawa).
- 1988 – był stażystą medycyny ratunkowej na Uniwersytecie Toronto (University of Toronto). Po jego zakończeniu otrzymał z Królewskiego Kolegium Lekarzy i Chirurgów Kanady (Royal College of Physicians and Surgeons of Kanada) stypendium naukowo-badawcze i rozpoczął pracę w centrum szybkiej pomocy medycznej – Sunnybrook Health Science Centre w Toronto. Równocześnie prowadził wykłady na Wydziale Chirurgii Uniwersytetu Toronto.
- 1989–1990 – współpracował w Kitchener z tamtejszym pogotowiem ratunkowym i jednocześnie był ordynatorem Westmount Urgent Care Clinic, zajmującej się nagłymi przypadkami.
- 1990 – powrócił do Sunnybrook, gdzie został naczelnym lekarzem programu ACLS (Advanced Cardiac Life Support Program) oraz koordynatorem praktyk dla lekarzy zajmujących się medycyną ratunkową. Równocześnie został członkiem zarządu Sunnybrook Health Science Centre oraz adiunktem na Uniwersytecie Toronto.
- Luty 1994 – uczestniczył w Toronto w siedmiodniowym eksperymencie CAPSULS (Canadian Astronaut Program Space Unit Life Simulation), symulującym lot kosmiczny. Przeprowadzono go w hermetycznej kabinie imitującej stację kosmiczną. Znajdowały się w niej cztery osoby. Przeprowadzono wówczas szereg eksperymentów medycznych. Poza Williamsem w programie wzięli udział inni członkowie kanadyjskiego korpusu astronautów: Julie Payette, Michael Mackay i Robert Thirsk.

Obecnie jest wykładowcą kontraktowym chirurgii na uniwersytetach – Toronto i McGilla.

## Kariera astronauty
- 8 czerwca 1992 – podczas drugiego naboru astronautów przeprowadzonego przez Kanadyjską Agencję Kosmiczną (CSA) był jednym z czterech przyjętych kandydatów, którzy zostali wybrani spośród 5330 chętnych. W grupie tej znaleźli się również: Chris Hadfield, Julie Payette i Robert Ronald Stewart. Stewart zrezygnował zaledwie po tygodniu i zastąpił go Michael Mackay.
- 1993 – odbył w Kanadzie przeszkolenie podstawowe. Po jego zakończeniu zajmował się szkoleniem kanadyjskich astronautów w zakresie medycyny kosmicznej.
- 1995 – w styczniu został wybrany do międzynarodowej, 15. grupy astronautów NASA. Następnie rozpoczął szkolenie w Johnson Space Center (JSC).
- 1996 – po zakończonym kursie, w ramach którego przygotowywał się do pracy na zewnątrz stacji orbitalnej, uzyskał uprawnienia specjalisty misji i został skierowany do Biura Astronautów NASA.
- 1998 – na przełomie kwietnia i maja odbył blisko szesnastodniowy lot na pokładzie wahadłowca Columbia (STS-90).
- 1998–2002 – kierował jednym z dyrektoriatów w Johnson Space Center w Houston. Był pierwszym obywatelem obcego państwa, który w NASA otrzymał awans do wyższej kadry kierowniczej. W 2001 wziął udział w siedmiodniowej podwodnej misji NEEMO 1 (NASA Extreme Environment Mission Operations) realizowanej przez NASA i NOAA (National Oceanic i Atmospheric Administration). Był pierwszym Kanadyjczykiem, który pracował zarówno w kosmosie, jak i w laboratorium oceanicznym.
- 12 grudnia 2002 – został wyznaczony do podstawowej załogi misji STS-118, która na pokładzie promu Endeavour jesienią 2003 miała wystartować w kierunku ISS. Plany te pokrzyżowała katastrofa promu Columbia. Harmonogram lotów był wielokrotnie zmieniany i ostatecznie start zaplanowano na 7 sierpnia 2007.
- 3–20 października 2005 – przebywał w podwodnym laboratorium Aquarius, należącym do NOAA, kierując realizacją eksperymentów.
- 2006 – dowodził podwodną misją NEEMO 9.
- Sierpień 2007 – wziął udział w blisko trzynastodniowej misji STS-118.
- 1 marca 2008 – opuścił szeregi korpusu astronautów Kanadyjskiej Agencji Kosmicznej.

### STS-90 (Columbia F-25)
17 kwietnia 1998 wystartował do swojego pierwszego lotu w kosmos na pokładzie promu Columbia. Był jednym z trzech specjalistów misji (MS-3). Wyprawą STS-90 dowodził Richard A. Searfoss. Pilotem promu był Scott D. Altman, a funkcję specjalistów pełnili również: Richard M. Linnehan (MS-1) i Kathryn P. Hire (MS-2). Dwaj pozostali astronauci – Jay C. Buckey (PS-1) i James A. Pawelczyk (PS-2) – byli specjalistami ładunku. W czasie prawie szesnastodniowego lotu załoga w laboratorium Neurolab zrealizowała dwadzieścia sześć eksperymentów naukowych, głównie z o charakterze medycznym. Badano m.in. wpływ stanu nieważkości na mózg i układ nerwowy. Poza tym na pokładzie wahadłowca umieszczono szczury, myszy, ryby i węże. Williams był lekarzem misji, ale w czasie startu promu wykonywał zadania inżyniera lotu. W wypadku zaistnienia sytuacji awaryjnej mógł pracować na zewnątrz wahadłowca. Po 256 okrążeniach Ziemi i przebyciu ponad 10 milionów kilometrów, 3 maja 1998 Columbia wylądowała na pasie Kennedy Space Center na Przylądku Canaveral.

## Nagrody i odznaczenia
- Stypendium naukowe Uniwersytetu McGilla (1980)
- Stypendium im. Waltera Hoare na Uniwersytecie McGilla (1981)
- Nagroda im. J.W. McConnella przyznana przez Uniwersytet McGilla (1981–1983)
- NASA Space Flight Medal (1998)
- Brązowy medal hiszpańskiej Rady ds. Badań Naukowych za udział w programie Neurolab podczas wyprawy STS-90 (1999)
- Rotary National Award for Space Achievement (2000)
- NASA Outstanding Leadership Medal (2002)
- NASA JSC Space and Life Sciences Directorate Special Professional Achievement Award (2003)
- Doktorat honorowy Uniwersytetu Saskatchewan (2004)
- Oficer Orderu Kanady (nadanie 2013, inwestytura 2014)[1]
- Universal Astronaut Insignia za lot orbitalny (nr 376) – Stowarzyszenie Uczestników Lotów Kosmicznych (Association of Space Explorers(inne języki))[2]

## Wykaz lotów
| Loty kosmiczne, w których uczestniczył Dafydd R. Williams                | Loty kosmiczne, w których uczestniczył Dafydd R. Williams | Loty kosmiczne, w których uczestniczył Dafydd R. Williams | Loty kosmiczne, w których uczestniczył Dafydd R. Williams | Loty kosmiczne, w których uczestniczył Dafydd R. Williams | Loty kosmiczne, w których uczestniczył Dafydd R. Williams | Loty kosmiczne, w których uczestniczył Dafydd R. Williams |
| Nr                                                                       | Data startu                                               | Data lądowania                                            | Statek kosmiczny                                          | Funkcja                                                   | Czas trwania                                              |                                                           |
| ------------------------------------------------------------------------ | --------------------------------------------------------- | --------------------------------------------------------- | --------------------------------------------------------- | --------------------------------------------------------- | --------------------------------------------------------- | --------------------------------------------------------- |
| 1                                                                        | 17 kwietnia 1998                                          | 3 maja 1998                                               | STS-90 Columbia F-25                                      | Specjalista misji (MS-3)                                  | 15 dni 21 godzin 49 minut i 59 sekund                     |                                                           |
| 2                                                                        | 8 sierpnia 2007                                           | 21 sierpnia 2007                                          | STS-118 Endeavour F-20                                    | Specjalista misji (MS-3)                                  | 12 dni 17 godzin 55 minut i 34 sekundy                    |                                                           |
| Łączny czas spędzony w kosmosie — 28 dni 15 godzin 45 minut i 33 sekundy |                                                           |                                                           |                                                           |                                                           |                                                           |                                                           |